# Coyah
Coyah (ou Coya, Koyah, Quoyah) est une ville de la République de Guinée, située à environ cinquante kilomètres de la capitale Conakry. C'est le chef-lieu de la préfecture homonyme.

## Toponymie
« Coyah » serait une déformation du patronyme du fondateur de la localité, Mangué Koyo, qui, vers la fin du XVIIIe siècle, guidait des migrants Soussou à la recherche de terres agricoles et de nouveaux territoires de chasse. Cependant une autre origine est également avancée: Coyah signifierait « lieu du sel » en soussou.

## Géographie
- 1Carte dynamique
- 2Carte Openstreetmap
- 3Carte topographique
- 4Carte avec les communes environnantes

### Relief
À une altitude d'environ 95 m, Coyah est située au pied du mont Kakoulima 
qui culmine à 1 107 m.

### Climat
La localité possède un climat de savane de type Aw selon la classification de Köppen, avec une température annuelle moyenne de 27,3 °C et des précipitations d'environ 1 429,8 mm par an, beaucoup plus importantes en été qu'en hiver.

### Population

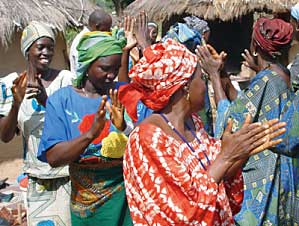
Habitantes de Coyah.

Lors du recensement de 1983 on y a dénombré 14 254 habitants.
À partir d'une extrapolation du recensement de 2014 (RGPH3), la population de Coyah Centre a été estimée à 53 019 personnes.
Les Soussou y sont largement majoritaires.

## Économie
Malgré la proximité de la capitale Conakry et Dubréka, une ville plus industrialisée, c'est une bourgade plutôt pauvre, confrontée à un chômage massif. Elle reste une zone de production de sel – quoique concurrencée par le sel importé – et d'une eau minérale qui porte le nom de la commune.

## Transports
Depuis l'achèvement d'une route nationale à 2x2 voies la reliant à la capitale, Coyah fait figure de grande banlieue de Conakry, mais au sortir de la presqu'île de Kaloum à la circulation très dense, elle marque en direction de Kindia et du nord-est le début de la « brousse ».
D'importants travaux se poursuivent en 2020 pour reconstruire la route nationale N1 qui doit relier Coyah à Mamou et Dabola.

Travaux routiers en 2020.
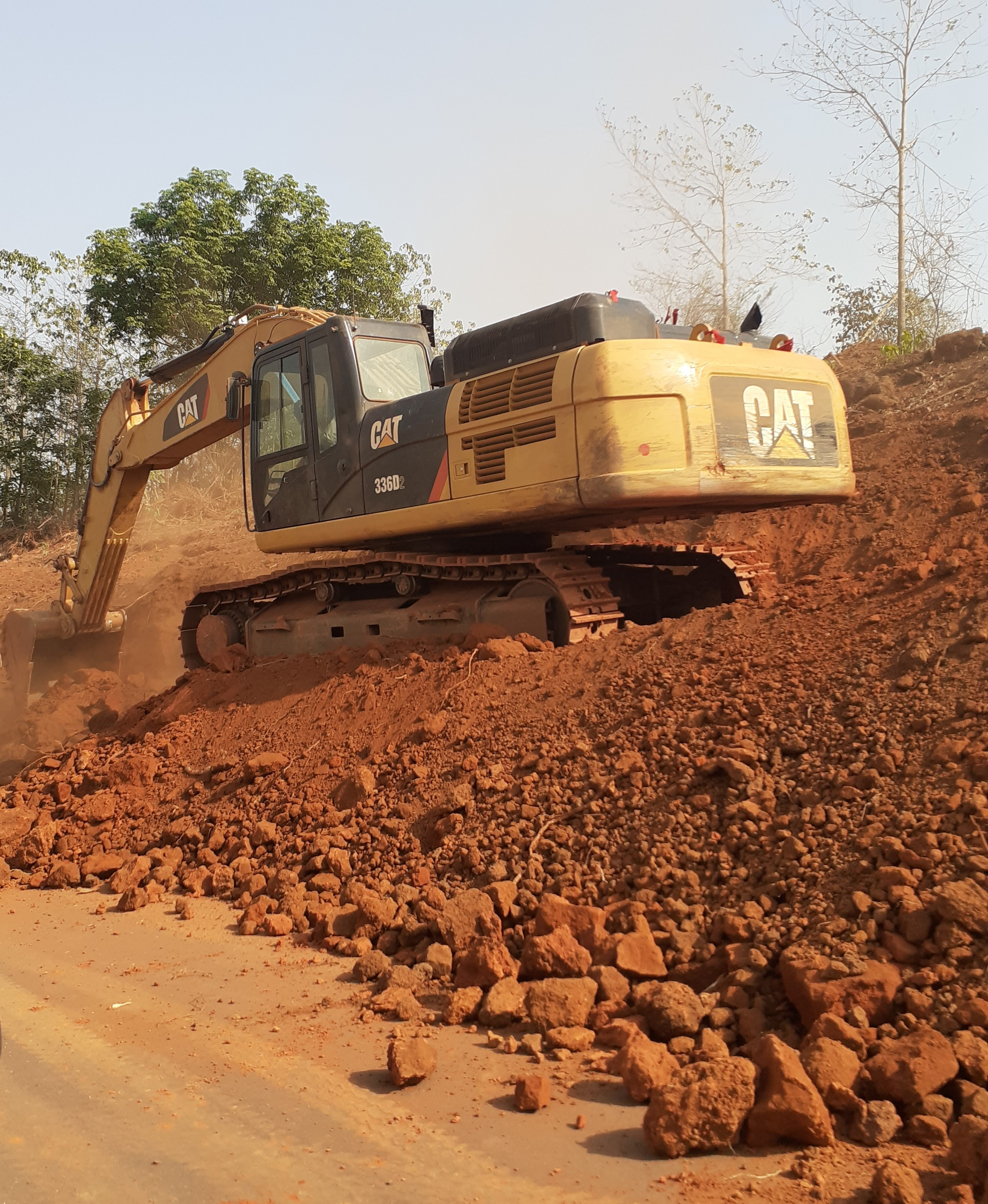
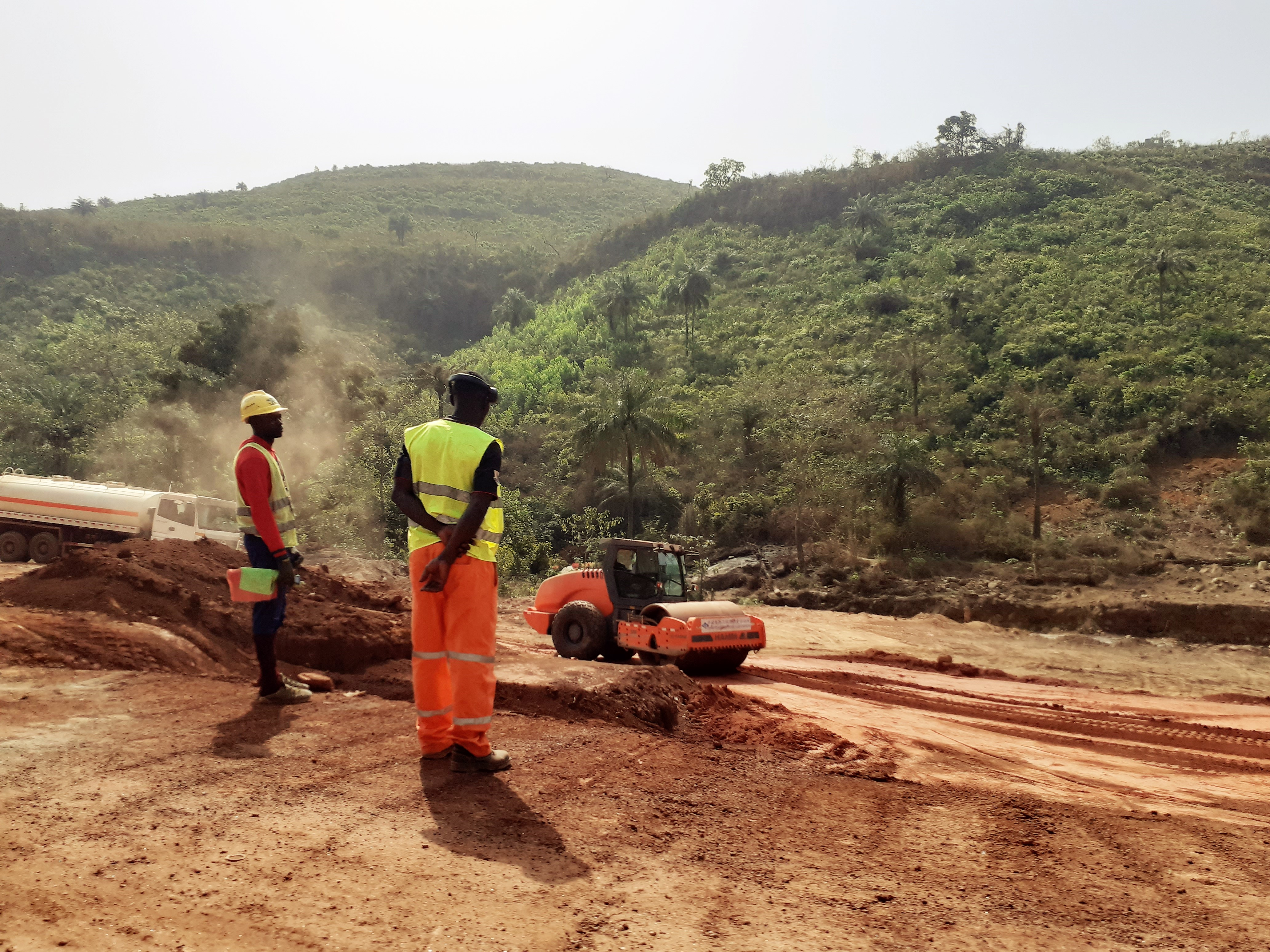
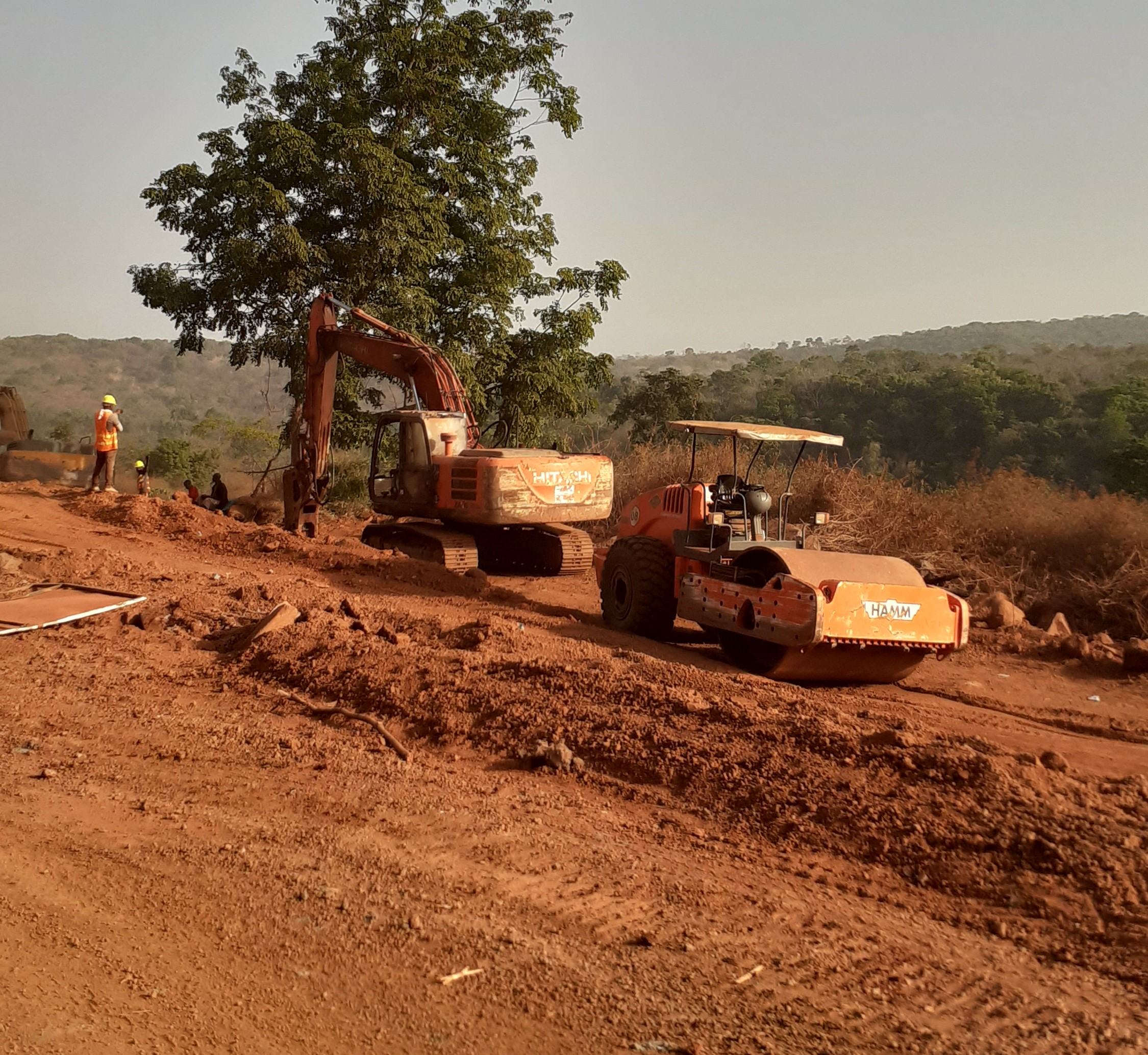
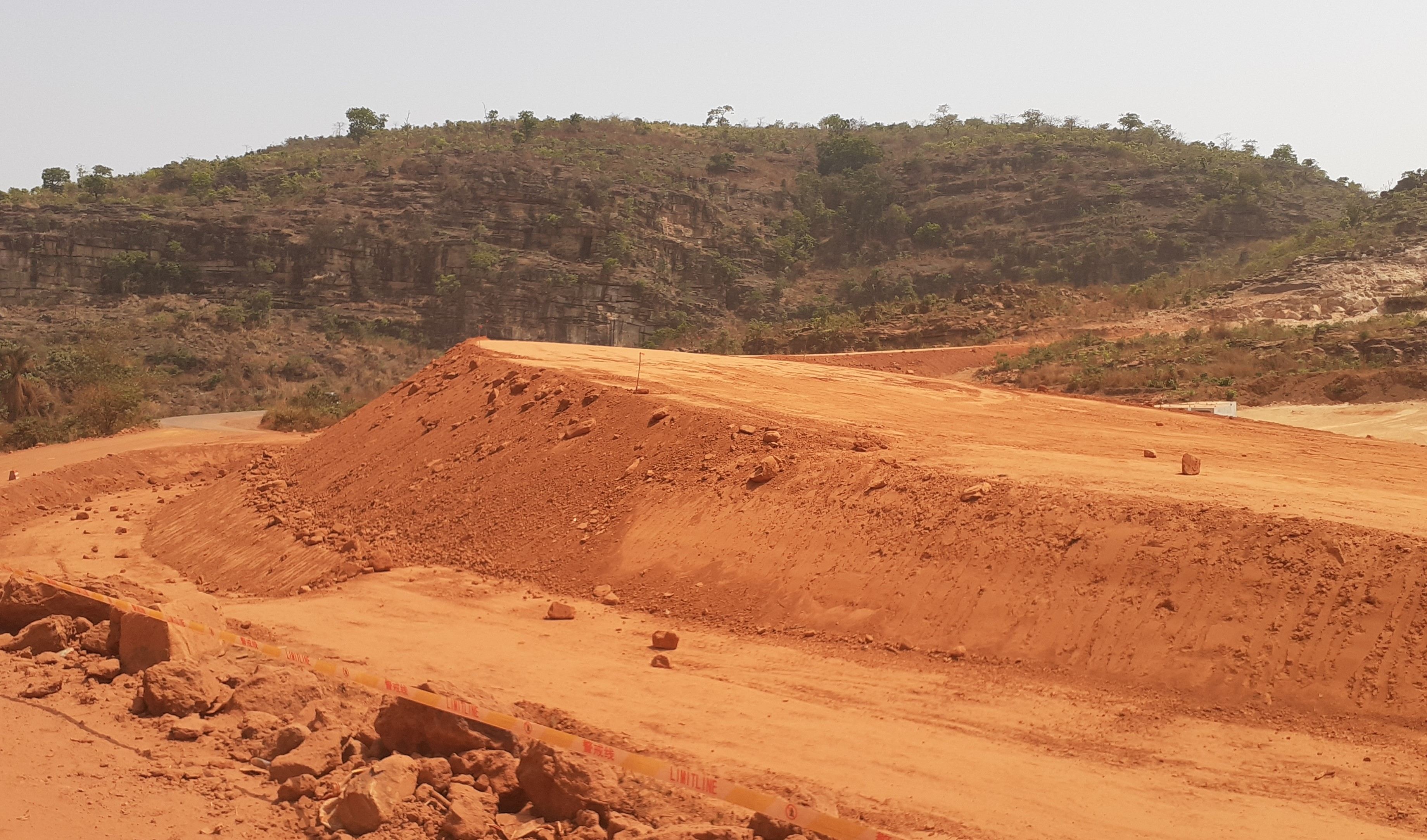
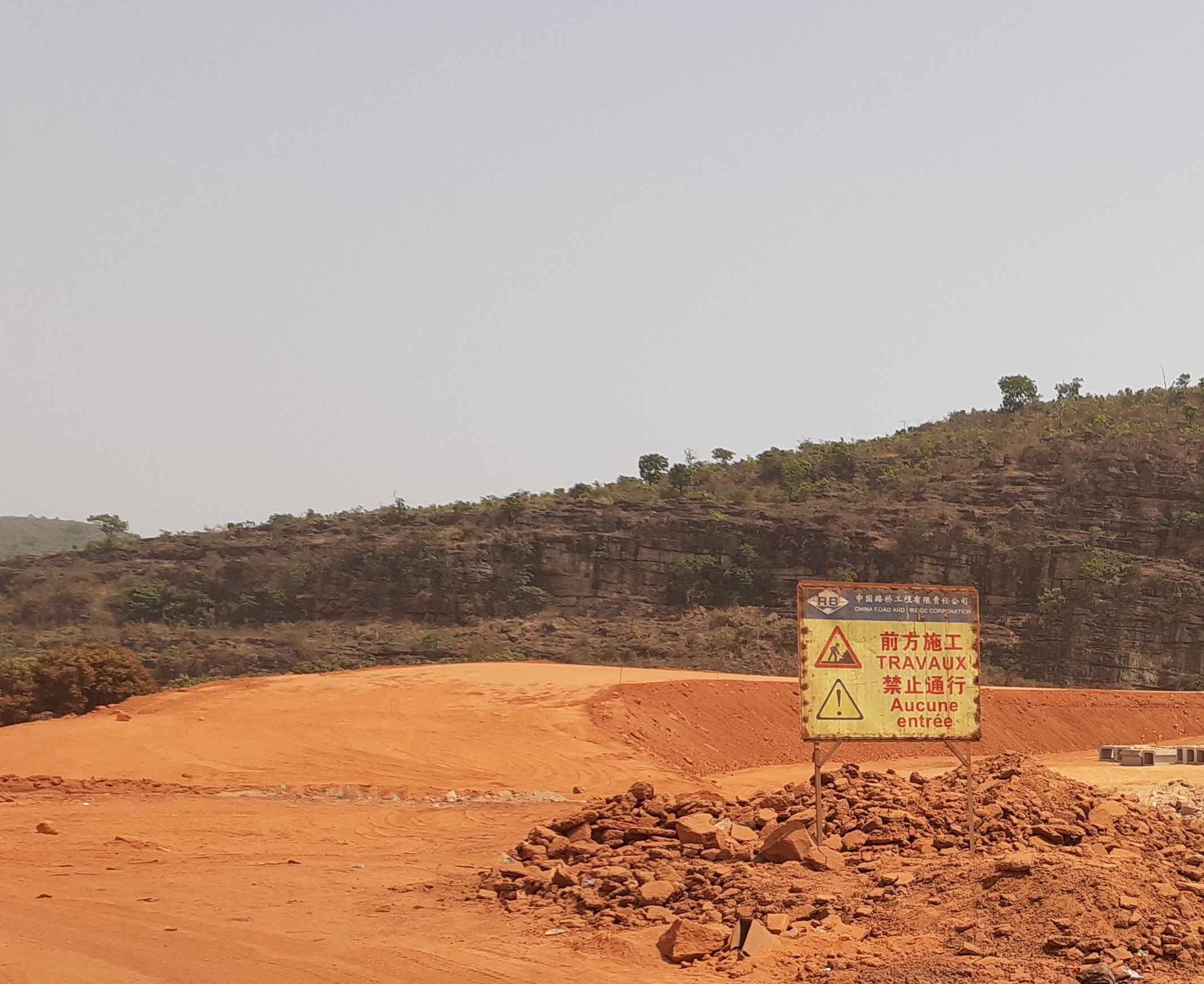
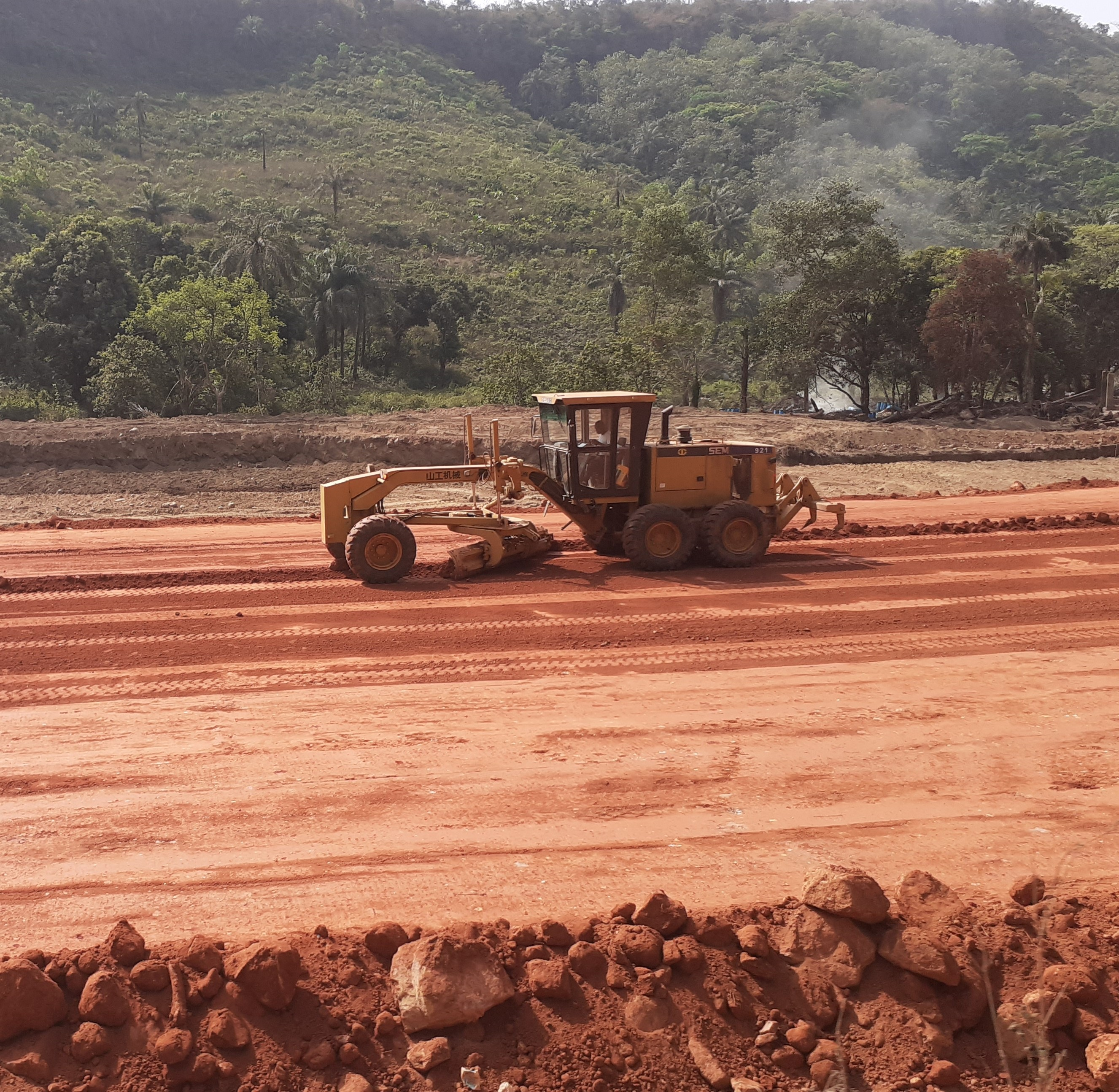

## Personnalités
- Abdoulaye Bernard Keita (?- ), homme politique guinéen ;
- Achkar Marof  (1930-1971), homme politique et diplomate ;
- Hadja Saran Daraba Kaba (1945-), militante politique.